# 264 Libussa
A 264 Libussa a Naprendszer kisbolygóövében található aszteroida. Christian Heinrich Friedrich Peters fedezte fel 1886. december 22-én.